# Изабелинский сельсовет
Изабелинский сельсовет (бел. Ізабелінскі сельсавет) — административная единица на территории Волковысского района Гродненской области Белоруссии. Расположен в юго-восточной части от районного цента на площади 8617 га. Административный центр — деревня Изабелин, удалён от Волковыска на 10 км, от Гродно на 100 км, от ближайшей железнодорожной станции Волковыск — 12 км.

## История
Изабелинский сельский Совет образован в 1939 году.
В 2018 году был упразднён хутор Сегеневщина.

## Состав
Изабелинский сельсовет включает 16 населённых пунктов:
- Богди — деревня.
- Боубли — деревня.
- Дрогичаны — деревня.
- Ельцевщина — деревня.
- Жорновка — деревня.
- Изабелин — деревня.
- Матвеевцы — агрогородок.
- Низянки — деревня.
- Низяны — деревня.
- Павловщина — деревня.
- Романовка — деревня.
- Рунги — хутор.
- Трунцы — деревня.
- Улезлы — деревня.
- Хоружанцы — деревня.
- Хоружево — деревня.

## Демография
В 2007 году население составило 2003 человека. Общее количество частных жилых домов 813. Естественное движение населения: в 2006 году родилось 18, умерло 38 человек. Зарегистрировано 4 брака. 945 человек трудоспособного возраста, 319 детей, 739 пенсионного.

## Промышленность и сельское хозяйство
Сельскохозяйственный производственный кооператив «Матвеевцы». Общая численность работающих — 300. Пашня составляет 6058 га, сельскохозяйственных угодий — 6576 га. Приусадебный фонд — 270 га.

## Социальная сфера
Имеются 2 средних школы с общим количеством учащихся 260 и 2 детскими садами на 60 детей в д. Изабелин и д. Матвеевцы.
На территории сельского Совета работают учреждения культуры:
- Матвеевский дом культуры на 150 мест
- Изабелинский Дом культуры на 300 мест
- Богдянский сельский клуб на 100 мест
- Сельские библиотеки: д. Матвеевцы, д. Изабелин
- Филиал музыкальной школы в д. Изабелин и д. Матвеевцы.

Учреждения здравоохранения: 2 ФАПа в д. Изабелин и д. Богди и амбулаторией и участковой больницей в д. Матвеевцы.
Для организации физкультурно-оздоровительной работы при средних школах на территории сельсовета имеются 2 стадиона, 2 спортзала.

## Культура
- Музейная экспозиция «Ізабелін кулінарны» филиала «Изабелинский Дом культуры» ГУК «Волковысский районный Центр культуры и народного творчества» в д. Изабелин

## Памятные места
На территории сельсовета находятся 2 братских могилы советских воинов д. Изабелин и воинское захоронение на Дрогичанском православном кладбище.

## Достопримечательности
- Костёл Святых Петра и Павла (1778) и Церковь Святого Михаила Архангела (конец XVIII века) в д. Изабелин